# Guavatá
Guavatá – miasto w Kolumbii, w departamencie Santander.